# キーフェル
キーフェルは松本商事株式会社が、関西圏を中心に東京・横浜など全国20余ヶ所において経営する喫茶レストラン。昭和38年10月1日、梅田地下センター（現・ホワイティうめだ）に喫茶レストラン「キーフェル」一号店を出店。20余店の店舗（キーフェル）を経営するに至る。

## 沿革
- 1963年 - 11月　大阪市北区梅田の楳田千佳センターに「喫茶松屋」1号店をオープン
- 1966年 - 7月　大阪市北区ドージマ地下センターに「喫茶松屋」ドージマ店をオープン
- 1968年 - 11月　大阪市天王寺区のアベノ地下センターに「喫茶松屋」アベノ店をオープン
- 1969年 - 11月　大阪市北区の阪急三番街に「喫茶松屋」三番街店をオープン
- 1971年 - 12月　大阪市南区難波のミナミ地下センター(虹のまち)に「喫茶松屋」虹のまち店をオープン
- 1973年 - 11月　「喫茶松屋」三番街店を移転拡張し、再オープン
- 1974年 - 11月　堺市泉ヶ丘の泉北ニュータウンに泉ヶ丘に「喫茶松屋」泉ヶ丘店をオープン
- 1977年 - 8月　大阪市北区阪急グランドビル30階に「ラウンジ松屋」32番街店をオープン
  - 12月　「喫茶松屋」虹のまち店を改装し、「ラウンジ松屋」とした
- 1979年 - 2月　「喫茶松屋」ドージマ店を改装し、「ラウンジ松屋」とした
- 1980年 - 3月　大阪市南区難波のなんばCITY2階に「ラウンジ松屋」なんばCITY店をオープン
  - 9月　横浜市のダイヤモンド地下街に「喫茶館ロイヤル松屋」横浜店をオープン
  - 10月　大阪市北区のナビオ阪急5階に「喫茶館キーフェル」ナビオ阪急店をオープン
- 1983年 - 3月　「喫茶松屋」ウメダ店を改装し、「喫茶館キーフェル」とした
- 1984年 - 3月　大阪市南区の南街シネロジーに「喫茶館キーフェル」南街店をオープン
  - 4月　堺市の堺東アップル地下1階にオープンサンドとクレープの店「カーメルビレッヂ」堺東店をオープン
- 1985年 - 2月　「喫茶松屋」アベノ店を改装し、「喫茶館キーフェル」とした
  - 6月　「喫茶館ロイヤル松屋」横浜店を改装した
- 1986年 - 10月　「喫茶館キーフェル」ウメダ店を改装した
- 1987年 - 10月　東京日比谷シャンテ地下1階に「喫茶館キーフェル」日比谷店をオープン
- 1988年 - 11月　「ラウンジ松屋」なんばCITY店を改装し「喫茶キーフェル」及びカレーハウス「カーメルビレッヂ」の2店舗に分けた
- 1990年 - 3月　大阪市中央区京橋の京橋コムズガーデン地下2階に「ハーゲンダッツ」京橋店をオープン
  - 5月　アップル地下部分大改装に伴い「喫茶松屋」三番街店の場所を移転し、「喫茶館キーフェル」とした
  - 10月　JR札幌駅前パセオ地下1階に「喫茶館キーフェル」札幌店をオープン
- 1991年 - 7月　東京渋谷区渋東シネタワー2階に「喫茶館キーフェル」渋谷店をオープン
- 1992年 - 9月　「喫茶館ロイヤル松屋」横浜店を改装し、「喫茶館キーフェル」とした
- 1993年 - 6月　虹のまち大改装に伴い、「喫茶松屋」虹のまち店を改装し、「喫茶館キーフェル」とした
- 1994年 - 3月　阪急グランドビルの「ラウンジ松屋」32番街店を改装し、「喫茶館キーフェル」とした
  - 5月アップル地下部分大改装に伴い、「カーメルビレッヂ」堺東店の場所を移動し、「喫茶館キーフェル」とした
  - 9月　関西国際空港北ウィング内に、「ナイスウィング」関西国際空港店をオープン
- 1995年 - 2月　「喫茶館キーフェル」アベノ店を拡張改装し、再オープン
  - 5月　「ラウンジ松屋」ドージマ店を改装し、「喫茶館キーフェル」と「カフェ松屋」の2店舗に分けた
  - 7月　カレーハウス「カーメルビレッヂ」なんばCITY店を改装し、カフェ&カリー「松屋」とした
- 1997年 - 2月　喫茶「松屋」泉ヶ丘店を改装し、「喫茶館キーフェル」と「カフェ松屋」の2店舗に分けた
  - 3月　九州の福岡天神に「喫茶館キーフェル」福岡天神店をオープン
  - 5月　大阪市中央区クリスタ長堀に「カフェ松屋」長堀店をオープン
  - 10月　「喫茶館キーフェル」横浜店の場所を移転し、「キーフェルティールーム」とした
  - 10月　京都三条の公楽会館1階に「キーフェルティールーム」京都三条店をオープン
- 1998年 - 6月　大阪市北区ドージマ地下センターに、焼き立てパンとコーヒーの店「ベーカリー&カフェ神戸屋」パインフィールド店をオープン
  - 11月大阪市北区HEP FIVEの4階に「キーフェルティールーム」阪急ファイブ店をオープン
- 1999年 - 7月　京都阪急百貨店7階セブンエイトに「喫茶館キーフェル」京都市場河原町店をオープン
- 2000年 - 5月　阪急グランドビル31階にドリア・グラタンの専門店「星のテラス」32番街店をオープン
  - 6月　「喫茶館キーフェル」ウメダ店を改装し、喫茶館キーフェルの集大成として「喫茶館キーフェルグローバルクラブ」とした
- 2001年 - 2月　ホワイティ　梅田の泉の広場に「喫茶館キーフェル泉のテラス」ウメダ店をオープン
  - 11月　「喫茶館キーフェル」と「カフェ&カリー松屋」なんばCITY店の2店舗を改装し、「喫茶館キーフェルグローバルクラブ」と「カフェPINO」とした
- 2002年 - 9月　ドージマ地下センター大改装に伴い、「喫茶館キーフェル」と「カフェ松屋」ドージマ店を改装し、喫茶館キーフェルグローバルクラブ」と「カフェPINO」とした
  - 11月　「カフェ松屋」長堀店を改装し、「Cafe MATSUYA」とした
  - 11月　大阪市北区ドージマ地下センターに「Cafe MATSUYA」ドージマ店をオープン
- 2003年 - 6月　「ナイスウィング」関西国際空港店を「キーフェル」と改称した
  - 7月　大阪市中央区なんばウォークぶ「KIEFER　COFFEE」なんばウォーク店をオープン
- 2004年 - 2月　「Cafe MATSUYA」ドージマ店を改装し、「KIEFER　COFFEE」とした
  - 4月　大阪市中央区なんなんタウンに「喫茶館キーフェルなんばテラス」をオープン
  - 5月　関西国際空港に「松屋エアボートカフェ」をオープン
  - 11月　「喫茶館キーフェル」渋谷店を改装し、「喫茶館キーフェルグローバルクラブ」とした
- 2006年 - 7月　なんなんタウンの大改装に伴い、「喫茶館キーフェルなんばテラス」を改装し「kiefer cafe dining」なんなん店とした
  - 12月　「喫茶館キーフェル」なんばウォーク店を改装し、「kiefer cafe dining」なんばウォーク店とした
- 2007年 - 3月　「喫茶館キーフェル」32番街店を改装し、「kiefer cafe dining」32番街店とした
  - 3月　「カフェPINO」堂島店を改装し、「CAFE PINO NEW YORK」堂島店とした
  - 11月　「喫茶館キーフェル」三番街店をミニ改装し「KIEFEL」三番街店とした
- 2008年 - 10月　「喫茶館キーフェル」アベノ店を改装し「kiefer cafe dining」阿倍野店とした
- 2009年 - 1月　高島屋大阪店増床となんばCITY改装に伴い、「喫茶館キーフェルグローバルクラブ」と「カフェPINO」の場所を移転し、高島屋3階に「カフェキーフェルボワセゾン」をオープン
- 2010年 - 3月　高島屋大阪店増床となんばCITY改装に伴い、「KIEFEL」なんばCITY店をオープン
- 2011年 - 9月　大阪市中央区なんばウォークに「KIEFEL COFFEE 1963」をオープン
- 2012年 - 10月　阪急梅田本店9階祝祭広場に「Kiefel Coffee cafe le pin」をオープン
- 2013年 - 8月　なんばウォークの「KIEFER COFFEE」を拡張・改装し、「KIEFER COFFEE」とした
- 2013年 - 10月　あべのハルカス近鉄本店ウイング館6階に「Kiefel Coffee cafe le pin」をオープン

## 運営店舗
- 大阪キタ・エリア
  - KIEFEL　阪急三番街店
  - kiefel cafe dining　32番街店
  - cafe le pin　 阪急　うめだ本店
  - 喫茶館キーフェルグローバルクラブ　梅田店
  - KIEFEL COFFEE　堂島店
  - ファミリーマート　ドーチカ店
- 大阪ミナミ・アベノ・エリア
  - KIEFEL COFFEE　長堀店
  - KIEFEL COFFEE　1963
  - KIEFEL COFFEE　なんばwalk店
  - kiefel cafe dining　なんなん店
  - KIEFEL　なんばCITY店
  - カフェ キーフェル ボワセゾン
  - cafe le pin　あべのハルカス近鉄本店ウイング館6F
- その他のエリア
  - KIEFEL　関西空港店
  - 喫茶館キーフェルグローバルクラブ　渋谷店